# WNYU
 (août 2024).
Si vous disposez d'ouvrages ou d'articles de référence ou si vous connaissez des sites web de qualité traitant du thème abordé ici, merci de compléter l'article en donnant les références utiles à sa vérifiabilité et en les liant à la section « Notes et références ».
WNYU est une station de radio non-commerciale qui appartient à l'Université de New York et est gérée entièrement par ses étudiants. Jusqu'en 2004, elle était diffusée seulement au cœur de Manhattan, mais grâce à un amplificateur, elle peut maintenant émettre dans les trois États qui entourent la ville de New York. Elle diffuse ses émissions sur la bande FM, à la fréquence 89.1, de 14 heures à 1 heure du matin en semaine, et en permanence par le biais d'internet. Les bureaux de la station se trouvent sur Broadway dans Greenwich Village. L'antenne relais de WNYU se trouve sur le campus d'University Heights dans le Bronx.